# Piotrków Trybunalski (gmina wiejska)
Piotrków Trybunalski – dawna gmina wiejska istniejąca w latach 1973–1977 w woj. łódzkim, a następnie w woj. piotrkowskim (dzisiejsze woj. łódzkie). Siedzibą władz gminy był Piotrków Trybunalski, który stanowił odrębną gminę miejską.
Gmina została utworzona 1 stycznia 1973 roku w woj. łódzkim. W skład nowo tworzonej gminy weszły obszary 33 sołectw: Brzoza, Bujny, Byki, Daszówka, Gomulin, Gomulin-Kolonia, Janówka, Jarosty, Kałek, Kłudzice, Korytnica, Longinówka, Majków Duży, Majków-Folwark, Meszcze, Michałów, Milejowiec, Milejów, Oprzężów, Polesie, Poniatów, Praca, Raków, Raków-Kolonia, Rokszyce Drugie, Rokszyce Pierwsze, Twardosławice, Uszczyn, Witów, Witów-Kolonia, Woźniki, Zalesice i Zalesice-Kolonia oraz 4 miejscowości: Fałek, Karlin, Władysławów i Wola Bykowska.
1 stycznia 1975 do gminy przyłączono sołectwa Majków Mały i Mzurki z gminy Grabica. 1 czerwca 1975 roku gmina weszła w skład w nowo utworzonego woj. piotrkowskiego.
1 lutego 1977 roku jednostka została zniesiona, a jej obszar przyłączony do: 
- gminy Grabica – sołectwa: Brzoza, Majków-Folwark, Majków Mały, Polesie (główna część, 378 ha) i Twardosławice (mniejsza część, 78 ha);
- gminy Moszczenica – sołectwa: Jarosty, Karlin, Daszówka (częściowo, 77 ha), Raków-Kolonia (mniejsza część, 88 ha), Michałów (ok. połowy, 102 ha) i Raków (połowę, 200 ha, wieś Raków Duży);
- gminy Rozprza – sołectwa: Janówka, Longinówka, Milejowiec i Milejów;
- gminy Sulejów – sołectwa: Kałek, Kłudzice, Korytnica, Poniatów, Uszczyn, Witów, Witów-Kolonia, Zalesice-Kolonia i Zalesice (główna część, 349 ha) oraz obszar lasów państwowych Nadleśnictwa Piotrków Trybunalski (1108 ha);
- gminy Wola Krzysztoporska – sołectwa Bujny, Gomulin, Gomulin-Kolonia, Majków Duży, Mzurki, Oprzężów, Praca, Rokszyce Pierwsze, Woźniki i Rokszyce Drugie (główna część, 515 ha);
- gminy Wolbórz – sołectwо Meszcze oraz obszar lasów państwowych Nadleśnictwa Piotrków Trybunalski (108 ha);
- oraz do Piotrkowa Trybunalskiego[8]: sołectwa: Byki, Daszówka (główna część, 243 ha: wsie Daszówka, Dymacz i Byki-Kolonia),  Michałów (ok. połowy, 87 ha), Polesie (fragment, 9 ha),  Raków (połowę, 206 ha, wieś Raków Mały), Raków-Kolonia (większa część, 430 ha), Rokszyce Drugie (mniejsza część, 72 ha),  Twardosławice (większą część, 106 ha) i Zalesice (mniejsza część, 73 ha).

Zobacz też: gmina Piotrków Kujawski, gmina Piotrków